# Arama (bouddhisme)
Pour les articles homonymes, voir Arama.
Un arama (pali et sanskrit IAST: ārāma), est dans le bouddhisme une sorte de logement pour les moines bouddhistes  et les nonnes durant la saison des pluies (vassa). Les arama sont mis en place et entretenus par des fidèles, qui pratiquent ainsi le don (dāna). À l'origine, ces espace était des lieux destinés à l'enseignement aux laïcs (upāsaka). Ils étaient souvent construits à l'extérieur des villes. 
Hors du cadre religieux, le mot peut désigner un lieu d'agrément, de plaisir ou de repos, un jardin. 
Le terme ārāma  est employé par le moine theravādin Walpola Rahula pour désigner les  monastères où séjournaient les paribbājakas (pali; sanskrit IAST : parivrājaka) ou shramana, moines errants, ascètes[réf. souhaitée] et les pabbajitas, ou shramanera, futurs novices en attente de la première ordination, « pabajjā »,, sous le règne de Devanampiya Tissa, roi singhalais au IIIe siècle av. J.-C..